# Józef Bienia
Józef Bienia – sołtys Jedłownika, przywódca powstania chłopskiego obejmującego ziemię wodzisławską (luty 1810) Pomnik ku jego pamięci znajduje się przed wodzisławskim zamkiem od strony ul. Kubsza.
14 września 1811 został wydany edykt króla Prus dotyczący regulacji stosunków między właścicielami majątków a chłopami, m.in. znosząsy poddaństwo dziedziczne i przymus służebny. Miał powstać wolny stan chłopski, który swobodnie rozporządzałby swoją ziemią, pod warunkiem spłaty starych zobowiązań. Nieprzestrzeganie wydanych zarządzeń przez wielu właścicieli majątków ziemskich spowodowało bunt chłopów pańszczyźnianych, który na ziemi wodzisławskiej przerodził się w powstanie pod wodzą Józefa Bieni. Powstanie Bieni rozprzestrzeniło się na powiaty raciborski, pszczyński i część gliwickiego.
17 lutego 1811 do Wodzisławia Śląskiego przybyła królewska komisja śledcza, która zajęła się ustaleniem winy przywódcy powstania. 27 lutego 1812 sąd w Prudniku skazał Bienię na 4 lata ciężkiego więzienia oraz karę „60 tęgich batów w 3 porcjach”.